# کمون (مدل حکومت)
کمون یک مدل حکومتی است که به‌طور کلی توسط کمونیست‌ها، سوسیالیست‌های انقلابی و آنارشیست‌ها حمایت می‌شود. این مدل اغلب به عنوان یک سازمان محلی و شفاف و متشکل از نمایندگان مردم محسوب می‌شود. این نمایندگان در هر زمانی می‌توانند توسط انتخابات برکناری از موقعیتشان خلع گردند. طرفداران این دیدگاه حق برکناری را به عنوان عامل بسیار مهمی در برابر فساد و عدم پاسخگویی نمایندگان، لازم می‌دانند.